# Pustki (Kobyla Góra)
Pustki – część wsi Kobyla Góra w Polsce położona w województwie wielkopolskim, w powiecie ostrzeszowskim, w gminie Kobyla Góra.